# Revolución Cibaeña de 1857
La Revolución Cibaeña de 1857 fue un levantamiento armado ocurrido en la República Dominicana entre julio de 1857 y junio de 1858, cuyo epicentro fue la región del Cibao. Fue liderada por sectores liberales y comerciantes opositores al régimen dictatorial del presidente Buenaventura Báez, que había centralizado el poder político y económico en la capital, Santo Domingo. La revolución culminó con la instauración de un gobierno provisional en Santiago y posteriormente con la caída de Báez.
El movimiento insurgente se destacó por su defensa de los principios democráticos y federales, al tiempo que promovía una redistribución del poder político entre las distintas regiones del país. Contó con el respaldo de importantes figuras civiles y militares del Cibao, incluyendo a José Desiderio Valverde y Benigno Filomeno de Rojas, quienes jugaron roles fundamentales en la organización y conducción de la insurrección.
La Revolución Cibaeña representó una de las primeras manifestaciones significativas de oposición al centralismo en la historia política dominicana. Aunque efímera, su impacto fue decisivo en la evolución del sistema político nacional, ya que propició la caída de un régimen autoritario y marcó un precedente para futuros conflictos regionales y debates sobre la estructura del Estado dominicano.

## Antecedentes
Tras la proclamación de la independencia dominicana en 1844, la nación vivió un periodo prolongado de inestabilidad política, marcado por el enfrentamiento entre dos principales corrientes ideológicas: los conservadores, que favorecían un gobierno centralizado y mantenían vínculos con sectores aristocráticos, y los liberales, que promovían un sistema más participativo, federalista y descentralizado. Este conflicto ideológico se tradujo en múltiples gobiernos breves, golpes de Estado y guerras internas. Por ello, emergió la figura del general Buenaventura Báez, quien, gracias a su habilidad política y sus alianzas con sectores poderosos del sur, logró ocupar la presidencia en varias ocasiones.
Durante su mandato iniciado en 1856, Báez implementó una política centralista que favorecía abiertamente a Santo Domingo y al sur del país, en detrimento de la región del Cibao, que era económicamente pujante gracias a su producción agrícola y comercial. Esta marginación generó un profundo descontento entre los sectores productivos del norte, que se sentían excluidos de las decisiones nacionales y explotados fiscalmente. Además, la administración de Báez fue acusada de corrupción, autoritarismo y represión política, lo que provocó el alejamiento de importantes figuras del ámbito militar y civil, especialmente en las provincias cibaeñas.
A esto se sumó el fracaso de una serie de intentos de reforma económica, como la contratación de empréstitos internacionales en condiciones desventajosas, que aumentaron la deuda externa sin mejorar la situación fiscal del país. Las decisiones de Báez agravaron la crisis económica y alimentaron el sentimiento de traición entre las élites del Cibao. El deseo de una mayor representación política, de autonomía administrativa regional y de un gobierno más transparente fue calando hondo entre los líderes cibaeños, quienes comenzaron a organizarse para resistir al centralismo. Este clima de tensión fue el caldo de cultivo que desembocó en la Revolución Cibaeña de 1857.

## Historia

### Inicio del conflicto (julio de 1857)
La Revolución Cibaeña comenzó formalmente en julio de 1857, cuando líderes regionales del Cibao, especialmente en Santiago, desconocieron la autoridad de Buenaventura Báez. En respuesta a la concentración del poder político y económico en Santo Domingo, los rebeldes proclamaron un gobierno provisional con sede en Santiago, encabezado por José Desiderio Valverde. La región se declaró autónoma y se alzó en armas contra el gobierno centralista.

### Consolidación del gobierno revolucionario
El movimiento revolucionario fue consolidándose en el norte del país, estableciendo una administración que contó con el apoyo de destacados intelectuales, militares y comerciantes. Se impulsaron reformas administrativas locales y se proclamó una nueva constitución de corte liberal y federalista. Santiago se convirtió en la capital de facto del movimiento insurgente, con una creciente organización militar que resistía los ataques del gobierno central.

### Reacción del gobierno de Báez
Desde Santo Domingo, Báez ordenó acciones militares contra las provincias rebeldes. Sin embargo, sus tropas encontraron una fuerte resistencia en el Cibao. La guerra civil se extendió por casi un año, durante el cual ambos bandos sostuvieron múltiples enfrentamientos armados. El conflicto causó interrupciones en la vida económica y política del país, polarizando aún más a la sociedad dominicana.

### Caída de Báez y triunfo de la revolución (junio de 1858)
A mediados de 1858, las fuerzas revolucionarias lograron avanzar hacia el sur, debilitando al régimen de Báez, quien finalmente renunció y se exilió. Con la caída del presidente, se estableció un gobierno nacional provisional que incorporó a varios líderes del movimiento cibaeño. Se promulgó una nueva constitución que respondía a las aspiraciones descentralizadoras y liberales de los insurgentes.

### Consecuencias y legado
Aunque el nuevo orden político duró poco, pues el país pronto cayó en nuevas luchas internas, la Revolución Cibaeña dejó un legado importante. Demostró la capacidad de resistencia del interior frente al centralismo capitalino y reforzó la importancia del Cibao en la política nacional. Fue también un antecedente relevante en el debate sobre la forma de organización del Estado dominicano y sus tendencias federalistas frente al centralismo histórico.